# Dana Snyder

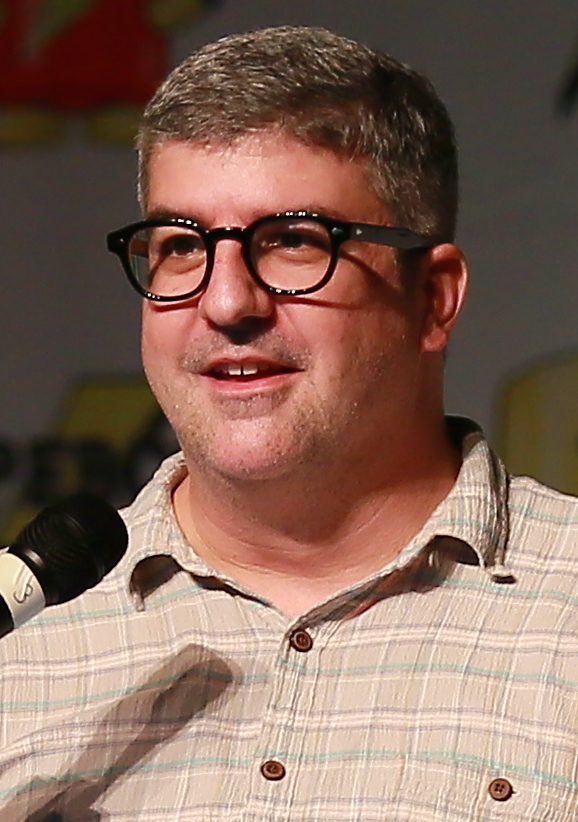
Dana Snyder

Dana Snyder (nacido el 14 de noviembre de 1973) es un actor estadounidense conocido por haberle dado la voz a Master Shake en Aqua Teen Hunger Force, Dr. Wang en Minoriteam, Granny Cuyler en Squidbillies y Baby Ball en Ballmastrz: 9009 de Adult Swim. También aparece en la animación para audiencias más jóvenes, dando voz al Dr. Colosso en la serie de comedia de Nickelodeon The Thundermans y Gazpacho en la serie animada Chowder de Cartoon Network.
Snyder nació en Allentown, Pennsylvania el 14 de noviembre de 1973 y creció en Las Vegas, Nevada. Él acredita a Don Rickles , Rip Taylor y Phil Silvers como influencias de la infancia. Snyder se graduó de la High School secundaria de Las Vegas en 1992 y se graduó con un BFA del Conservatorio de Artes Teatrales de la Universidad Webster , Missouri en 1996.
Se casó con Christine "Sweety" Snyder en agosto de 2005. Tienen una hija nacida en junio de 2014.

## Filmografía

### Filmes
- Aqua Teen Forever: Plantasm - 2022
- Scooby-Doo! and the Gourmet Ghost - 2018
- Batman Unlimited: Mechs vs. Mutants - 2016
- Hell and Back - 2015
- Batman Unlimited: Animal Instincts - 2015
- A Letter to Momo - 2011
- Open Season 3 - 2010
- Aqua Teen Hunger Force Colon Movie Film for Theaters - 2007
- Dante's Inferno - 2007

### Televisión
- The Ghost and Molly McGee - 2021
- The Patrick Star Show - 2021
- ThunderCats Roar - 2020
- Mao Mao: Heroes of Pure Heart - 2019
- Dallas & Robo - 2018
- 12 oz. Mouse - 2018
- Pickle and Peanut - 2015-2018
- Fish Hooks - 2010-2014
- Mad - 2010-2013
- Chowder - 2007-2010
- Code Monkeys - 2007-2008
- Saul of the Mole Men - 2007
- Robot Chicken - 2006
- Minoriteam - 2006
- Squidbillies - 2005-
- Sealab 2021 - 2001
- Aqua Teen Hunger Force - 2000–2015

### Videojuegos
- Epic Mickey 2: The Power of Two - 2012
- White Knight Chronicles II - 2010
- Aqua Teen Hunger Force Zombie Ninja Pro-Am - 2007